# Pachycraerus assinus
Pachycraerus assinus är en skalbaggsart som först beskrevs av Sylvain Auguste de Marseul 1888.  Pachycraerus assinus ingår i släktet Pachycraerus och familjen stumpbaggar. Inga underarter finns listade i Catalogue of Life.